# باول بارث (أستاذ جامعي)
باول بارث (بالألمانية: Paul Barth)‏ هو فيلسوف ألماني، ولد في 1 أغسطس 1858 في باروت في ألمانيا، وتوفي في 30 سبتمبر 1922 في لايبزيغ في ألمانيا.

## وصلات خارجية
- باول بارت على موقع الموسوعة البريطانية (الإنجليزية)